# Ferrari 166 F2
Ferrari 166 je dirkalnik, ki je bil uporabljen na dirkah za Veliko nagrado, Formuli 1, Formule 2 in športnih dirkalnikov med letoma 1948 in 1964 večinoma s strani moštva Scuderia Ferrari. Skupno je bil dirkalnik uporabljen kar na 298-ih dirkah, na katerih so dirkači z njim dosegli petinštirideset zmag in še oseminštirideset uvrstitev na stopničke. Večino zmag so dosegli Luigi Villoresi, Alberto Ascari, Juan Manuel Fangio, José Froilán González in Raymond Sommer na dirkah Formule 2 in južnoameriških dirkač Temporada, edino zmago na dirki Formule 1 in zadnjo zmago s tem dirkalnikom, pa je dosegel Giancarlo Baghetti na neprvenstveni dirki za Veliko nagrado Sirakuz v sezoni 1961.